# Heróis do Mar
Heróis do Mar est un groupe de new wave portugais, originaire de Lisbonne. Pionnier du genre au Portugal, ce groupe a notamment marqué l'histoire de la musique portugaise.

## Biographie
Formé en mars 1981 à Lisbonne, Heróis do Mar a cependant eu du mal à s'imposer en tout début de carrière notamment à cause de ses textes qui parlaient beaucoup du régime dictatorial du Portugal, les tenues vestimentaires du groupe étaient les tenues que portaient l'armée portugaise durant les guerres en Angola, ce qui provoque une énorme polémique autour de ce groupe. Ils sont très influencés par Joy Division, The Cure, The Police, Genesis et The Kinks.
En juin 1982, le groupe sort la chanson Amor, que deviendra un grand succès commercial et sera certifié disque de platine. Elle propulse le groupe sur la scène en  première partie des groupes King Crimson et de Roxy Music au Portugal en été de cette même année, et en première partie du groupe Bryan Ferry en France. En 1983, le groupe sort l'album Mae, bien accueilli par les critiques, mais pas si bien accueilli par le public. Entre-temps, la chanson sort en 1983, Paixão, qui devient un succès radio, menant le magazine musical anglais The Face à considérer le groupe comme le « meilleur groupe de rock en Europe continentale. »
Le mini-album intitulé O Rapto, sorti en 1984, comprend le morceau Só gosto de ti, qui a du succès. En 1985, ils sortent le single A alegria qui débouche sur un nouveau succès radio. En 1985, des rumeurs apparaissent selon lesquelles Rui da Cunha pourrait venir à quitter le groupe, ce qui n'aura finalement pas lieu. Ils changent cependant de label pour Emi-Valentine de Carvalho.
En 1986 sort l'album Macau, qui est reçu avec éloge par les critiques, renouvelant le souffle et la vigueur du groupe. L'année suivante, ils sortent le single et maxi-single O Inventor. Leur dernier album, Heróis do Mar IV, est publié en 1988 sans la présence de Tozé Almeida. En 1989, ils décident de se séparer en raison de conflits internes. Néanmoins, tous les membres continuent dans la musique, à l'exception de Tozé Almeida, qui finira par se consacrer à la production de programmes télévisés, à la publicité et à quelques vidéos musicales. 
En mai 2018, un hommage au groupe est rendu avec un orchestre au festival EA Live diffusé sur Blitz TV.

## Membres
- Paulo Pedro Gonçalves - guitare
- Carlos Maria Trindade - claviers
- Tozé Almeida - batterie
- Pedro Ayres Magalhães - basse
- Rui Pregal da Cunha - chant

## Discographie
- 1981 : Heróis do Mar
- 1983 : Mae
- 1984 : O Rapto
- 1985 : A Lenda (best of)
- 1986 : Macau
- 1988 : Heróis do Mar IV